# Vierge à l'Enfant (Le Pérugin, Paris)
Vierge à l'Enfant est un tableau réalisé par le peintre italien Le Pérugin réalisé vers 1470. Cette tempera sur bois est une Madone qui représente l'Enfant Jésus faisant le signe de bénédiction alors qu'il se tient nu debout devant Marie, laquelle a quant à elle la tête devant une guirlande de fleurs et les yeux baissés vers un livre et un chardonneret. L'œuvre est conservée au musée Jacquemart-André, à Paris, en France.